# Monte McLoughlin
Il monte McLoughlin (in inglese McLoughlin Mount) è uno stratovulcano o vulcano composito quiescente situato nella catena delle Cascate, nell'Oregon meridionale (USA) e all'interno della riserva naturale degli Sky Lakes. È una delle vette facenti altresì parte dell'arco vulcanico delle Cascate, all'interno del settore delle High Cascades. Un importante punto di riferimento per la valle del fiume Rogue, la vetta è a nord del monte Shasta, mentre il lago Crater si trova a nord-nord-est. Fu battezzato con la denominazione attuale intorno al 1838 in onore di Jean Baptiste McLoughlin, un dipendente della Compagnia della Baia di Hudson divenuto poi famoso per il suo sostegno alla fondazione dello stato dell'Oregon. L'importanza del monte McLouglin lo ha reso un punto di riferimento per varie tribù dei nativi americani per migliaia di anni.
Il McLoughlin consiste in gran parte di andesite basaltica e ha sperimentato tre grandi cicli eruttivi prima che l'ultimo si esaurisse tra 30.000 e 20.000 anni fa. Attualmente non è in corso alcun monitoraggio delle attività sismiche che accadono localmente o di eventuali smottamenti. Diverse specie vegetali e animali popolano l'area, soggetta a frequenti nevicate e variazioni di temperatura tra le stagioni. Il Pacific Crest Trail costeggia i lati orientale e settentrionale e accede anche all'unico sentiero per la vetta, il McLoughlin Trail 3716 lungo 9,7 km. In tale località è possibile sciare.

## Geografia

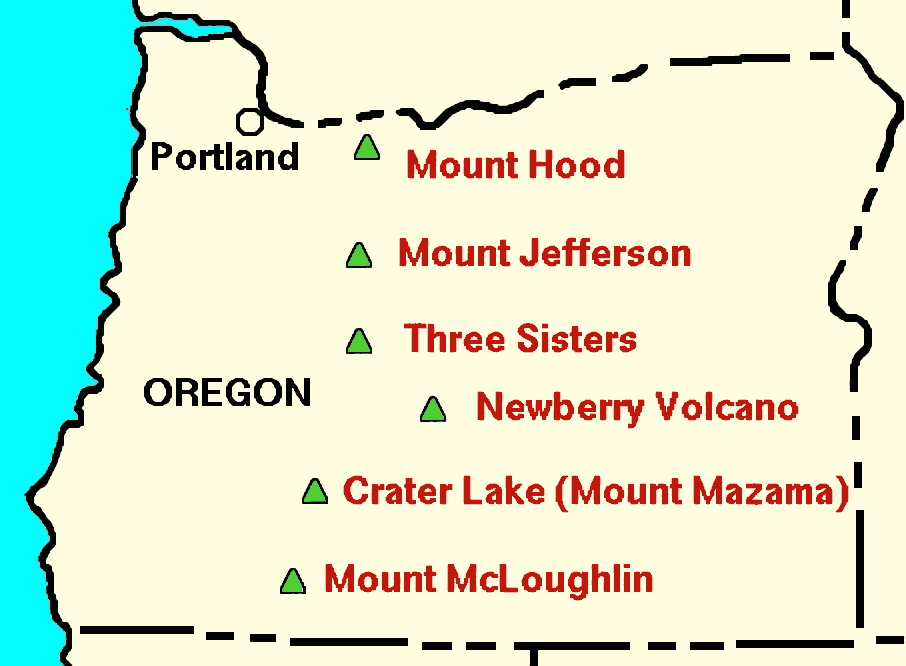
Posizione dei principali vulcani situati in Oregon

Principale punto di riferimento per la valle del fiume Rogue, il monte McLoughlin svetta per 2.893 metri sul livello del mare. Risulta il vulcano più alto collocato tra il monte Shasta, localizzato 110 km a sud, e la South Sister, 190 km più a nord, ed è compreso nella catena delle Cascate, nella porzione meridionale dello stato americano dell'Oregon. La maggior parte del vulcano si trova nella Jackson County, con le pendici del lati orientali comprese invece nella contea di Klamath. È la sesta vetta più alta dell'Oregon, ma nonostante la sua elevazione, il volume del McLoughlin è pari solo a 13 km³.
Il vulcano comprende i picchi di North e South Squaw Tip, che si trovano sui fianchi ad altitudini di 2.150 e 2.333 m. La vetta si può scorgere dalla Interstate 5 e dalla U.S. Route 97, due importanti tratte autostradali locali. Se la si ammira da sud-ovest e da sud-est ha un aspetto simmetrico, ma il fianco nord-orientale del vulcano è stato eroso e trasformato in una sorta di anfiteatro cavo.

### Idrografia
Intorno alla base della montagna, si rintracciano diversi laghi, tra cui il lago dei Boschi (lake of the Woods) e il Fourmile. Il lago Klamath Superiore, il più grande specchio d'acqua dolce dello stato, si trova a est del monte McLoughlin. Il lago Summit è un piccolo specchio d'acqua localizzato sul versante settentrionale del vulcano, tra il fiume Rogue e il bacino del Klamath. Il torrente Big Butte, un affluente del Rogue, procede nella zona nord-occidentale del McLoughlin, mentre il Little Butte è alimentato dai fianchi meridionali.

### Geologia

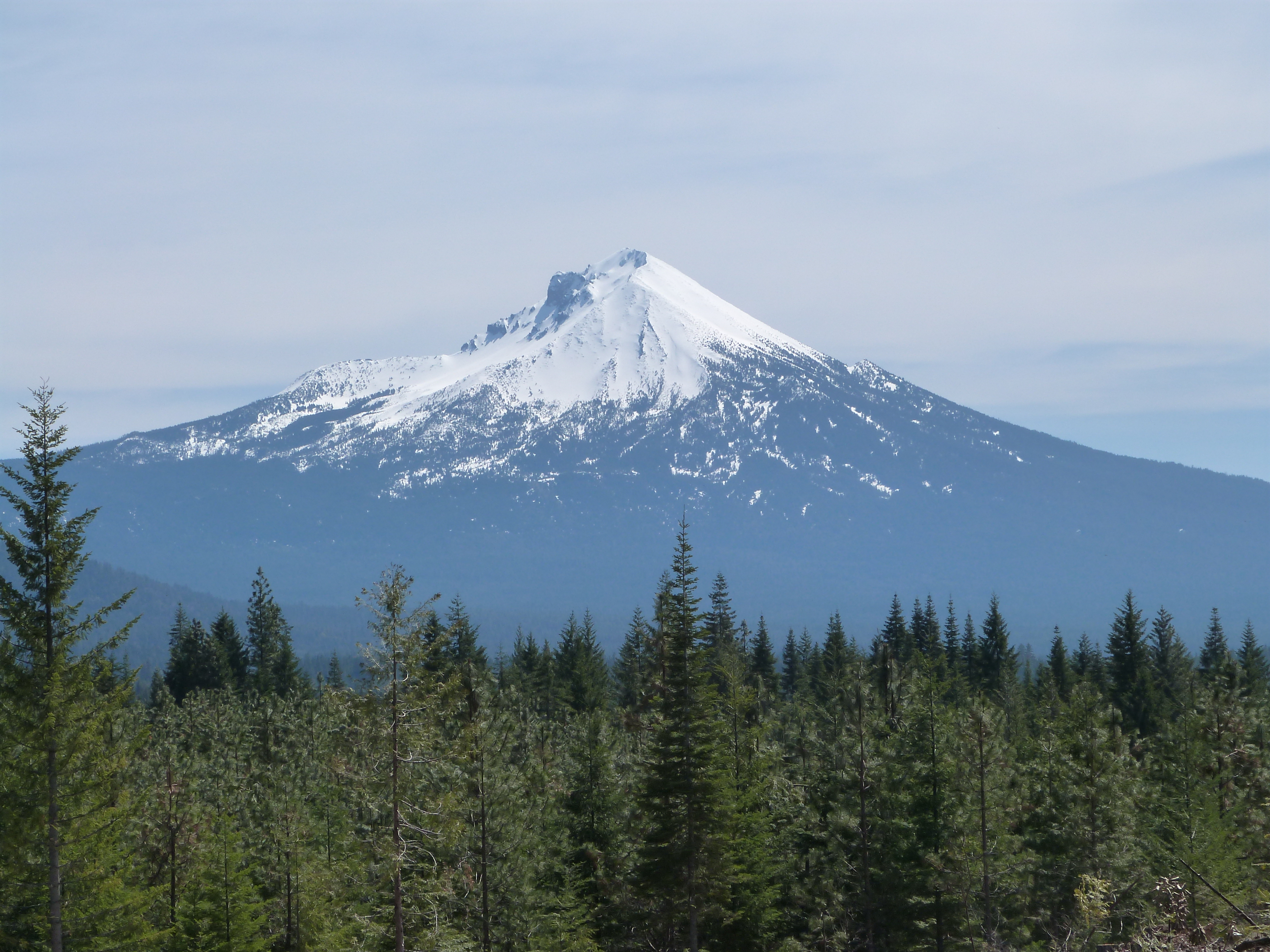
Il McLoughlin visto da nord

Fino agli anni '70 si sapeva poco della geologia del Monte McLoughlin. Molto di ciò che oggi è noto si deve a LeRoy Maynard del centro di vulcanologia presso l'Università dell'Oregon. Grazie al suo lavoro, è stato possibile ricostruire i tre principali cicli eruttivi che hanno interessato il cratere. James Smith della United States Geological Survey (USGS) ha ampliato le scoperte di Maynard, realizzando una mappa della regione di McLoughlin.
Il vulcano rientra nell'areale delle High Cascades, le quali procedono in direzione nord-sud. Formatesi verso la fine dell'epoca del Pleistocene, queste montagne sono alla base di vulcani più antichi che si abbassarono a causa delle faglie che interessarono la regione circostante. Come altri vulcani delle Cascate, il monte McLoughlin era alimentato da camere magmatiche prodotte dalla subduzione della placca di Juan de Fuca sotto il bordo occidentale di quella nordamericana. All'interno dell'Oregon, plutoni o rocce intrusive ignee cristallizzatesi per via dal raffreddamento del magma sottostante la superficie della Terra giacevano tra 75 e 110 km a nord-ovest dell'asse maggiore delle High Cascades. Presso il McLoughlin, i tassi medi di spostamento negli ultimi 16 milioni di anni sono stati compresi tra i 3,5 e i 7, 1 mm ogni anno.
Il vulcano mostra punti magnetici alti a est del suo cono principale, suggerendo che ha una normale polarizzazione magnetica che corrisponde a un'età inferiore a 700.000 anni. Altre prove che il vulcano è geologicamente giovane risultano la sua forma simmetrica sui lati occidentale e meridionale, i suoi depositi di colate laviche ben conservati e l'assenza di formazione di suolo su molti dei suoi depositi di colata.
Il McLoughlin è uno stratovulcano costituito da andesite basaltica in cima al sottostante vulcano a scudo composto dello stesso materiale. Gran parte del suo cono centrale si originò negli ultimi 200.000 anni, comprese le colate laviche sui fianchi della montagna di età compresa tra 30.000 e 20.000 anni. Il vulcano ha un volume di 13 km³ e la sua lava è prevalentemente composta da andesiti basaltiche con un contenuto di biossido di silicio tra il 53 e il 57%, sebbene si rintracci anche dell'andesite.
Durante l'ultima era glaciale, una grande calotta di ghiaccio seppellì la maggioranza delle High Cascades, raggiungendo spessori di migliaia di metri. I ghiacciai del Pleistocene scavarono il principale cono vulcanico di McLoughlin e generarono due tunnel di lava solidificati che finirono per lambire il cratere sommitale. Dai 25.000 ai 12.000 anni fa, i ghiacciai sulle pendici settentrionali del vulcano si combinarono con una calotta glaciale spessa circa 150 m alla base della vetta. Un circo glaciale occupò parte della depressione fino all'inizio del Novecento. Durante la stagione estiva, la neve non copra le pendici superiori del vulcano.

#### Geomorfologia locale

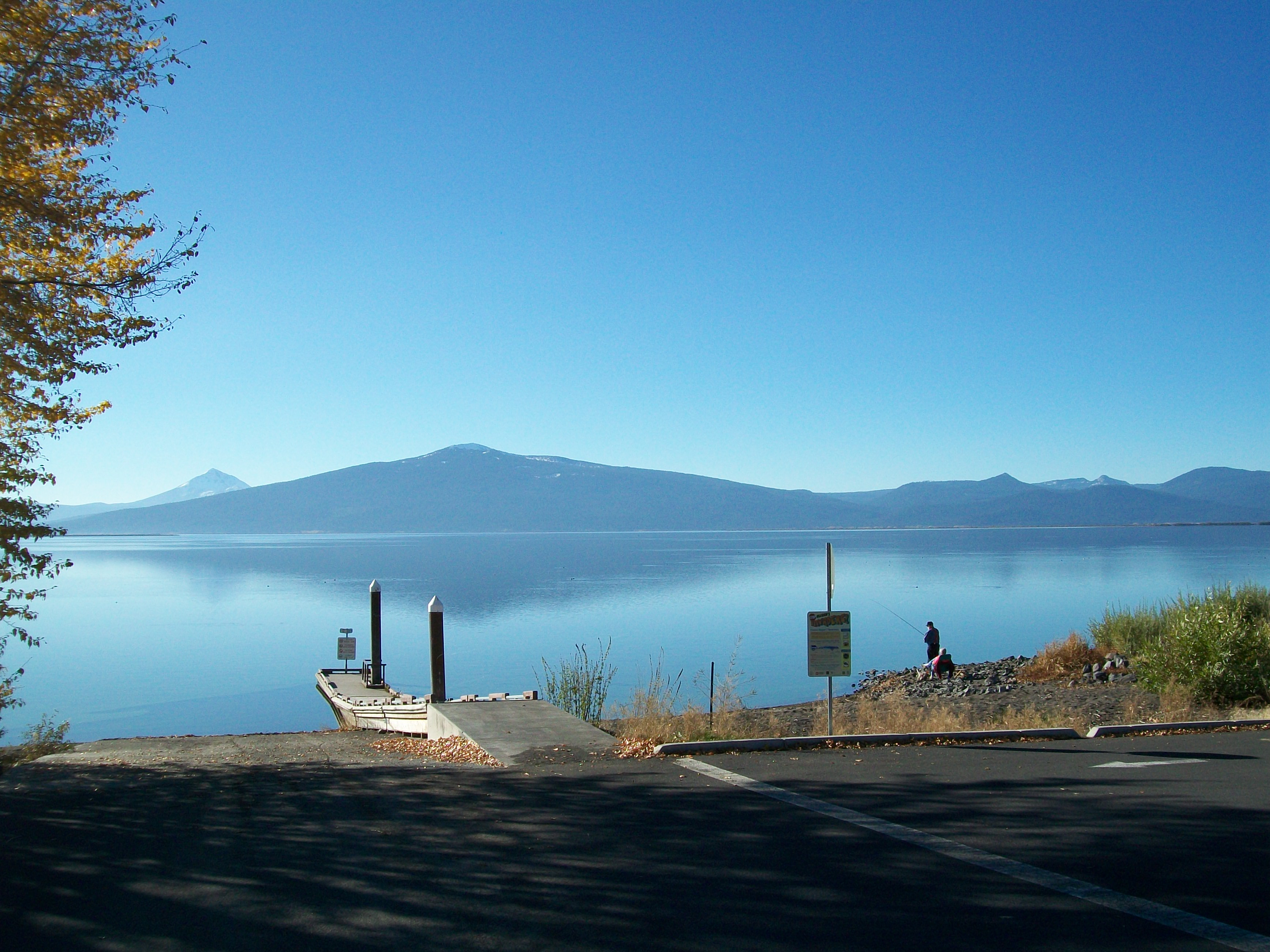
Il Pelican Butte con il McLoughlin all'estrema sinistra

Due vulcani vicini assomigliano molto al monte McLoughlin per composizione e struttura. Il monte Brown, un vulcano a scudo con un volume di 4,2 km³, si trova a sud-est, mentre il Pelican Butte, il più prominente vulcano a scudo nelle Cascate meridionali dell'Oregon, si trova a est.
Il monte Brown è stato datato tra i 60.000 e i 12.000 anni: esso produsse flussi di lava andesite basaltica che non sono stati pesantemente erosi, ma durante l'avanzata glaciale del Pleistocene, gli ammassi glaciali sul vulcano hanno rimodellato il cono di cenere che compone la vetta del Brown generando un circo a forma di cono sul fianco nord-orientale.
Il Pelican Butte raggiunge un'altitudine di 2.449 m e presenta pendenze graduali. Adiacente al lago Klamath, ha un volume maggiore di McLoughlin a 21 km³ e si compone di andesite basaltica. Come il monte Brown, il Pelican Butte vanta un cono di cenere sommitale, oltre che un circo glaciale e un dirupo sul lato nord-orientale. Le aree erose mettono in evidenza rocce piroclastiche originate da una sequela di colate differenti, suggerendo che lave a blocchi e di tipo AA formassero un guscio esterno attorno all'interno frammentato di Pelican Butte. La glaciazione abbassò altresì la quota massima raggiunta dal vulcano di alcune decine di metri.
Altri vulcani possono essere trovati all'interno della riserva naturale degli Sky Lakes, inclusi flussi di lava e di fango presso il Big Bunchgrass Butte e l'Imagination Peak, oltre alla più recente attività eruttiva al monte Goosenest nel settore nord-orientale.

### Clima
La zona ha estati calde e secche durante il giorno con notti fresche e inverni nevosi che impediscono l'accesso alla riserva degli Sky Lakes fino a luglio. L'umidità appare limitata tra giugno e ottobre, salvo temporali occasionali, circostanza che contribuisce a rendere più intensi lo scioglimento dei ghiacci e la siccità. In media, le precipitazioni non superano i 100 cm a quote medie, raggiungendo i 200-230 cm ad altezze maggiori, specie sotto forma di nevicate.

### Ecologia
Una ventina di specie vegetali prolifera nei dintorni del monte McLoughlin, tra cui il tasso del Pacifico (Taxus brevifolia) a basse altitudini, la tsuga mertensiana, il pino dalla corteccia bianca (Pinus albicaulis) e l'abete delle rocce (Abies lasiocarpa) ad altitudini più elevate, e il pino contorto (Pinus contorta) e l'abete rosso della California (Abies magnifica) un po' ovunque. Lupini (Lupinus), gigli (Lilium), astri (Aster), floghi (Phlox), digitali (Digitalis), rododendri (Rhododendron), incluse specie di Rhododendron macrophyllum e Xerophyllum tenax, rappresentano la maggior parte delle piante da fiore. Sulle quote maggiori roccia e neve primeggiano rispetto alla vegetazione.
La fauna della zona include lo scoiattolo comune (Sciurus vulgaris), il cervo mulo (Odocoileus hemionus), il wapiti (Cervus elaphus canadensis), l'orso nero americano (Ursus americanus), il coyote (Canis latrans), mentre la marmotta dal ventre giallo (Marmota flaviventris), la martora di Pennant (Pekania pennanti), il pica americano (Ochotona princeps) e la martora americana (Martes americana) sono meno comuni. Più di 150 specie di uccelli vivono nello spartiacque del torrente Big Butte vicino al McLoughlin. Aquile e falchi risultano comuni in zona, così come l'allocco macchiato (Strix occidentalis). L'astore (Accipiter gentilis) ama vivere sotto la chioma degli alberi nella regione. Vari anfibi come la rana maculata dell'Oregon (Rana pretiosa) e la rana delle Cascate (Rana cascadae) prediligono le aree umide. Le specie ittiche includono il salmone reale (Oncorhynchus tshawytscha), la trota iridea (Oncorhynchus mykiss), il salmone argentato (Oncorhynchus kisutch), la lampreda del Pacifico (Entosphenus tridentatus) e la trota iridea golarossa.

## Attività vulcanica

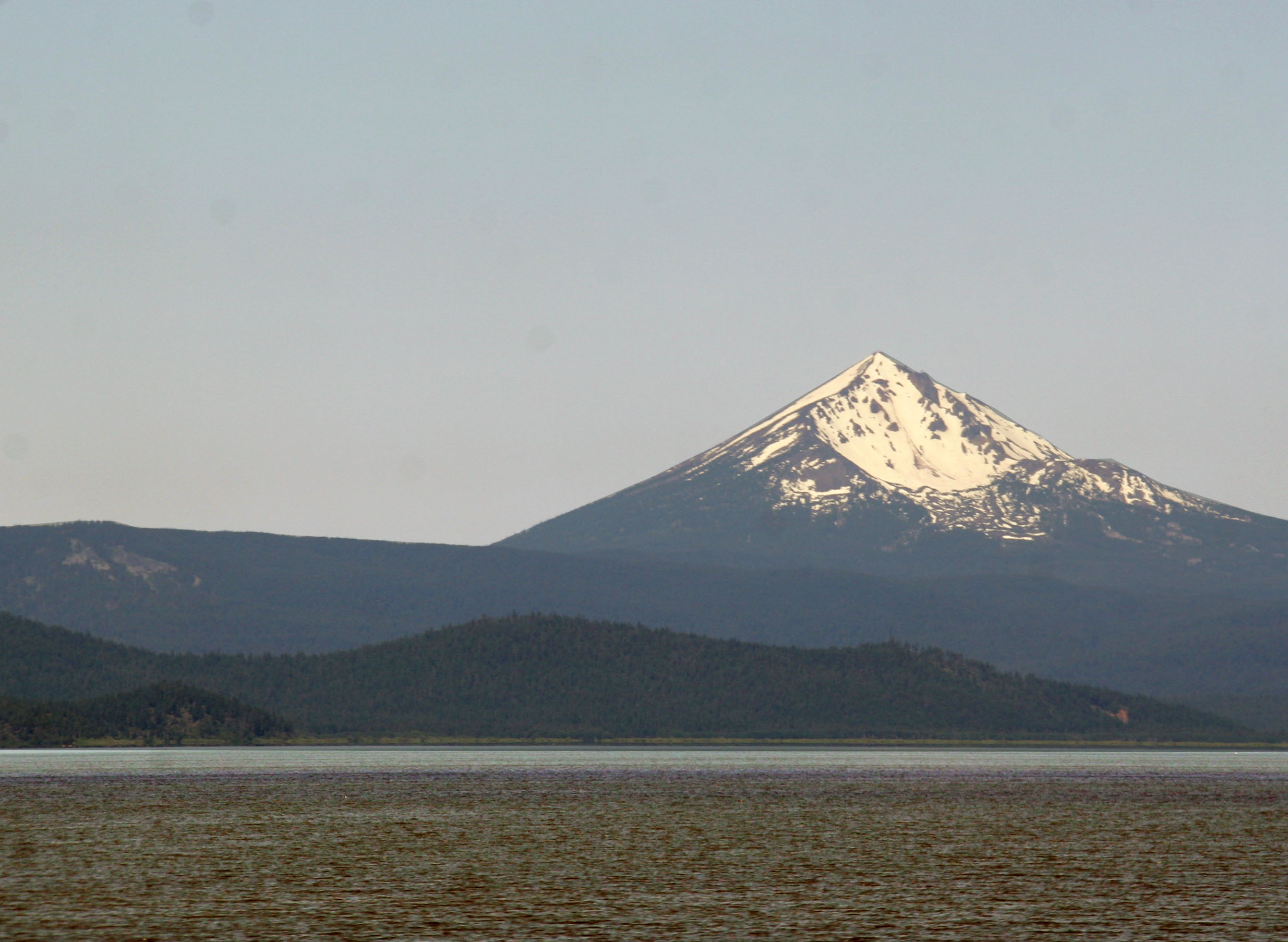
Il McLoughlin visto dal lago Upper Klamath

Il monte McLoughlin ha sperimentato almeno tre cicli eruttivi distinti. Il primo si palesò attraverso eruzioni esplosive, producendo tefra e rocce piroclastiche che originarono circa un terzo del volume complessivo. Le colate laviche riversatesi interessarono solo i fianchi inferiori: quello nordoccidentale ha bocche vulcaniche che produssero flussi responsabili dell'inondazione della valle del torrente Fourbit a 6,4 km dalla base del McLoughlin, i quali raggiunsero le sorgenti calde di Big Butte. Altri flussi di lava da eruzioni precedenti si sparsero per almeno 9,7 km alla base della montagna, alcuni dei quali lungo il percorso dell'odierna autostrada Oregon Route 140. Un flusso di tipo AA si districò in una valle fluviale per 9,7 km di lunghezza e si spostò da un'altitudine di 1.500 a 900 m s.l.m., sebbene fosse sottile e largo circa 150 m.
Un secondo ciclo si contrassegnò per grandi colate laviche, che ricoprirono il nucleo piroclastico interno con andesite basaltica. Tali sottili flussi di lava formarono un guscio attorno all'interno piroclastico poco compatto. Il terzo ciclo si distinse per inondazioni di lapilli esplosi da sotto la sommità e lave più fluide giunte dalle fessure basali, perlopiù confinate al versante sud. La posizione delle North e la South Squaw Tip, sul fianco occidentale di McLoughlin, corrisponde alle due principali aperture da cui fuoriuscirono i lapilli. Delle bocche minori si rintracciano anche in altri punti e si pensa che l'intero terzo ciclo sia avvenuto dopo lo scioglimento degli ultimi ghiacciai del Pleistocene nell'area, a causa di una generale mancanza di degradazione meteorica e di un aspetto differente assunto dalla lava solidificata. Un simile processo coinvolse i fianchi meridionali e occidentali della montagna, con i flussi lavici presenti in zona datati tra i 30.000 e i 20.000 anni.

### Valutazione e prevenzione dei rischi
Il principale cono vulcanico del monte McLoughlin non si risvegliò durante l'Olocene, con l'ultima produzione di colate laviche avvenuta tra 30.000 e 20.000 anni fa. L'attività del vulcano non è attualmente sottoposta a controlli. Le stazioni di monitoraggio sismico più vicine si trovano 100 km a sud, vicino al monte Shasta, e nei dintorni del vulcano del lago Medicine, in California.

## Storia

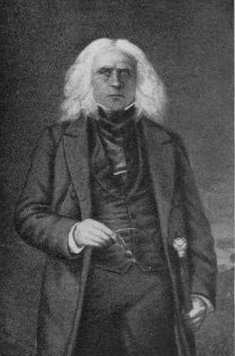
Il monte McLoughlin deve la sua denominazione a Jean Baptiste McLoughlin (riprodotto in foto), un lavoratore per conto della Compagnia della Baia di Hudson

Il McLouglin è stato un punto di riferimento per le comunità di nativi americani per migliaia di anni e utilizzarono l'area per cacciare e raccogliere bacche. I Takelma la chiamavano "Mal-sr" o "Alwilamchaldis", in onore dei loro mitici eroi, e la consideravano la casa di Tasuune, o la "Donna Ghianda", un essere che aiutava le loro ghiande a crescere ogni anno. Nella cultura della tribù Shasta, il McLoughlin era conosciuto come "Makayax"; i Klamath chiamavano il vulcano "Walum" e "Kesh yainatat", che significa la casa della "vecchia nana", una divinità la quale controllava il vento dell'ovest. Il McLoughlin veniva denominato invece "Melaiksi" dai Modoc. Il torrente di Little Butte che ha origine dal McLoughlin era detto "So-ytanak" dal popolo dei Takelma settentrionali, termine traducibile come "angolo" o "casa roccia".
Rilevato per la prima volta dall'esploratore canadese Peter Skene Ogden nel 1827, il monte McLoughlin ha una complessa storia toponomastica. Ogden battezzò il vulcano "monte Sastise" dopo che i nativi Shasta che lo aiutarono a raggiungere la valle di Rogue, ma questo termine andò in seguito scambiato con il monte Shasta nel nord della California, allora chiamato "Pit Mountain". Ai residenti locali, la designazione inglese del McLoughlin era monte Pitt, malgrado venisse indicato con altri nomi, tra cui John Quincy Adams, Clear View, Snowy Butte e Mt. Madison, appare anche nelle mappe come monte Pitt, monte Simpson e monte Jackson. Sebbene il vulcano fosse riportato altresì come monte McLoughlin durante il 1800, andò ufficialmente ribattezzato nel 1905 dall'Assemblea Legislativa dell'Oregon dopo che il dottor Jean Baptiste McLoughlin, un uomo che aveva lavorato per conto della Compagnia della Baia di Hudson noto per aver aiutato i coloni americani negli anni 1830 e 1840. Figura importante nel commercio locale di pellicce, McLoughlin divenne infine conosciuto come "padre dell'Oregon", in quanto fortemente sostenitore della sua fondazione. Il passaggio da Pitt a McLoughlin fu successivamente confermato dalla United States Board on Geographic Names nel 1912.
L'area intorno al monte McLoughlin appariva frequentata da cacciatori di pellicce ed esploratori, ma non si accontentavano di lunghi soggiorni nell'area. I coloni che vivevano vicino alla circostante riserva naturale degli Sky Lakes catturavano castori e martore durante le stagioni invernali, cacciando e pascolando pecore nei mesi più caldi. Le cascate Stuart e i laghetti Twin risultavano luoghi popolari per la raccolta di mirtilli. Sentieri e punti di osservazione per prevenire incendi andarono realizzate nella zona tutelata nei primi anni del 1900, con il Pacific Crest Trail che si estese nella regione durante la metà degli anni '70, sostituendo il preesistente Oregon Skyline Trail.
La prima ascesa conosciuta del monte McLoughlin ebbe luogo nel 1858, quando Joseph Burpee, William Wilkinson, il dottor Greer, Henry Klippel, John S. Love e Robert Haines, dalla città di Jacksonville, raggiunsero la vetta da nord-est. L'evento fu riportato in una lettera pubblicata dal Jacksonville Democratic Times il 28 maggio 1897. Nel 1896, i membri del club di alpinismo Mazamas tra cui Lottie Reed, Henry Pittock e Leslie Scott eseguirono un'ascensione della montagna.
A partire dal 1926, il fianco occidentale del McLoughlin funse da spartiacque municipale per Medford, le sue nevi disciolte alimentarono le sorgenti calde del Big Butte vicino all'agglomerato urbano. Lo scioglimento estivo della neve genera una forma che viene chiamata localmente "ali d'angelo" o "aquila tuffatrice", che i pescatori locali considerano un segno delle maggiori opportunità di pesca nei laghi di montagna.

## Attività ricreative

### Escursionismo e alpinismo
Il monte McLoughlin vanta un sentiero escursionistico lungo 8 km fino alla sua vetta. Malgrado non troppo tecnico, il percorso sale di circa 1.200 m in termini di dislivello, che in genere richiede almeno sei ore dall'inizio alla fine. Il cammino vede una presenza moderata o più intensa ogni anno; la vetta si dimostra più facile da raggiungere da luglio a settembre, quando l'inizio del sentiero risulta accessibile in auto e la neve è minima lungo il percorso. Il Mount McLoughlin Trailhead si trova sulla Forest Road 3650, 4 km a nord dell'Oregon SR-140. Dopo circa 1,6 km, il Mount McLoughlin Trail si unisce al Pacific Crest Trail per meno di un chilometro, quindi attraversa un'area boschiva per circa 4 km prima di raggiungere la linea degli alberi. L'ultimo punto del percorso si snoda su blocchi di lava e cicatrici di antiche esplosioni, con il sentiero sopra la linea degli alberi che appare delineato meno chiaramente. Dalla vetta si possono intravedere il monte Shasta e il lago Crater.
Durante l'inverno, la salita richiede l'impiego di racchette da neve, ramponi e piccozze ed è molto più impegnativa dell'affollata via estiva. La strada di accesso dall'Oregon SR-140 potrebbe anche essere chiusa a causa della neve, richiedendo un avvicinamento più lungo con le racchette da neve o lo sci di fondo. Sulla montagna si può compiere anche dello sci, diventato più popolare negli ultimi anni.

### Tutela ambientale
Il McLoughlin rientra nella riserva integrale degli Sky Lakes (Sky Lakes Wilderness), una sezione delle più vaste foreste di Rogue River–Siskiyou e Fremont–Winema. La zona protetta copre un'area di 459,7 km², con una larghezza di 9,7 km e una lunghezza di 43. Designata dal Congresso degli Stati Uniti nel 1984, essa si estende dal parco nazionale del lago Crater alla Highway 140 a sud e varia in elevazione dal punto più basso, situato a 1200 m presso il canyon di Middle Fork del fiume Rogue, alla vetta del McLoughlin. La zona protetta comprende più di 200 specchi d'acqua inclusi stagni e laghi, oltre a foreste e crinali montuosi.

### Esplicative
1. ↑  Altre fonti indicano che la sommità si trova ad un'altezza pari a 2.894 m: Harris (2005), p. 127.

### Bibliografiche
1. 1 2 3 4 5 6 7 8  (EN) Description: Mount McLoughlin Volcano, Oregon, su Cascades Volcano Observatory, U.S. National Geodetic Survey. URL consultato il 31 luglio 2021 (archiviato dall'url originale il 6 ottobre 2012).
2. 1 2 3 4 5  (EN) J. LaLande, Mount McLoughlin, su The Oregon Encyclopedia, 14 settembre 2017. URL consultato il 31 luglio 2021.
3. 1 2  (EN) The NGS Data Sheet, su ngs.noaa.gov. URL consultato il 31 luglio 2021.
4. 1 2 3 4 5  Harris (2005), p. 127.
5. 1 2 3  (EN) North Squaw Tip, su geonames.usgs.gov. URL consultato il 31 luglio 2021.
6. 1 2 3  (EN) South Squaw Tip, su geonames.usgs.gov. URL consultato il 31 luglio 2021.
7. ↑  Smoot (2012), p. 205.
8. 1 2 3  (EN) McLoughlin, su Volcano World, Università statale dell'Oregon, 2018. URL consultato il 31 luglio 2021.
9. ↑  Harris (2005), pp. 127-128.
10. ↑  LaLande (1995), p. 58.
11. ↑  LaLande (1995), pp. 10, 38.
12. 1 2 3  Harris (2005), p. 128.
13. ↑  Joslin (2005), p. 30.
14. ↑  Joslin (2005), p. 31.
15. ↑  Wells e McCaffrey (2013), p. 1027.
16. ↑  Wells e McCaffrey (2013), p. 1028.
17. 1 2 3 4  Harris (2005), p. 129.
18. ↑  (EN) Terry Richard, Mount McLoughlin: the peak of southern Oregon, su The Oregonian, 9 giugno 2008. URL consultato il 31 luglio 2021.
19. 1 2 3 4  Harris (2005), p. 131.
20. ↑  Harris (2005), pp. 131-132.
21. 1 2  Harris (2005), p. 132.
22. 1 2 3 4 5 6  Wuerthner (2003), p. 166.
23. 1 2 3 4 5 6 7 8 9 10 11  (EN) Rogue River National Forest: Sky Lakes Wilderness, su USFS, 15 gennaio 2010. URL consultato il 31 luglio 2021 (archiviato dall'url originale il 15 gennaio 2010).
24. 1 2 3  BLM (1999), appendice C, pp. 8-10.
25. 1 2 3  BLM Central Watershed Analysis, pp. 62-64.
26. ↑  BLM (2008), p. 1.
27. ↑  Rogue River National Forest (1995).
28. ↑  Harris (2005), p. 130.
29. 1 2  Norris (1991), p. 66.
30. ↑  (EN) McLoughlin, su Smithsonian Institution. URL consultato il 31 luglio 2021.
31. ↑  Norris (1991), p. 1.
32. ↑  Norris (1991), pp. 66-67.
33. 1 2  LaLande (1995), p. 41.
34. ↑  LaLande (1995), p. 38.
35. 1 2 3 4  LaLande (1995), p. 42.
36. ↑  (EN) Nomenclature of Northwest Mountains, su USGS, 5 gennaio 2016. URL consultato il 31 luglio 2021.
37. 1 2  (EN) Cascade Range Volcanoes Volcano Names, su USGS, 5 gennaio 2016. URL consultato il 31 luglio 2021.
38. ↑  (EN) Cascade Range Volcanoes: Historical Timeline, su USGS, 5 gennaio 2016. URL consultato il 31 luglio 2021.
39. ↑  (EN) Mt. McLoughlin Trail, su USFS. URL consultato il 31 luglio 2021.
40. ↑  (EN) Zach Urness, Mount McLoughlin: Winter climb to Rogue Valley's rooftop, su Statesman Journal, Gannett, 11 gennaio 2016. URL consultato il 31 luglio 2021.
41. ↑  (EN) Mark Freeman, Skiing from the summit, su Mail Tribune, 27 gennaio 2017. URL consultato il 31 luglio 2021 (archiviato dall'url originale il 31 luglio 2021).